# Alpsko smučanje na Zimskih olimpijskih igrah 1984
Alpsko smučanje na Zimskih olimpijskih igrah 1984. Olimpijska prvaka v smuku sta postala Bill Johnson in Michela Figini, v veleslalomu Max Jullen in Debbie Armstrong, v slalomu pa Phil Mahre in Paoletta Magoni. 

## Dobitniki medalj

### Moški
| Tekma               | Zlato        | Srebro       | Bron           |
| Smuk podrobno       | Bill Johnson | Peter Müller | Anton Steiner  |
| Veleslalom podrobno | Max Jullen   | Jure Franko  | Andreas Wenzel |
| Slalom podrobno     | Phil Mahre   | Steve Mahre  | Didier Bouvet  |

### Ženske
| Tekma               | Zlato            | Srebro          | Bron            |
| Smuk podrobno       | Michela Figini   | Maria Walliser  | Olga Charvátová |
| Veleslalom podrobno | Debbie Armstrong | Christin Cooper | Perrine Pelen   |
| Slalom podrobno     | Paoletta Magoni  | Perrine Pelen   | Ursula Konzett  |